# Bisaltes monticola
Bisaltes monticola es una especie de escarabajo longicornio del género Bisaltes, subfamilia Lamiinae. Fue descrita científicamente por Tippmann en 1960.
Se distribuye por Bolivia. Posee una longitud corporal de 14,3 milímetros. El período de vuelo de esta especie ocurre en los meses de febrero y marzo.